# Samundradevi
Samundradevi (en népalais : समुन्द्रदेवी) est un comité de développement villageois du Népal situé dans le district de Nuwakot. Au recensement de 2011, il comptait 3 053 habitants.